# Manuel Maria Coutinho de Albergaria Freire

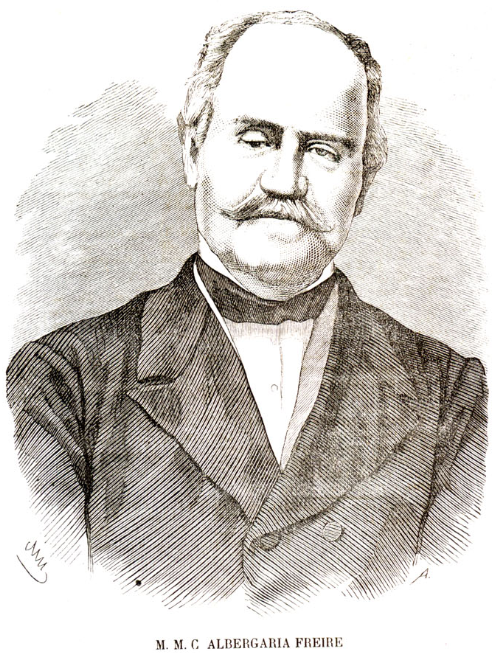
Manuel Maria Coutinho de Albergaria Freire, em gravura de 1875.

Manuel Maria Coutinho de Albergaria Freire (8 de Novembro de 1799 - 6 de Março de 1875), foi Fidalgo Cavaleiro da Casa Real por sucessão, do Conselho de S.M.F., Comendador da Ordem de Cristo, Bacharel formado em Direito e Desembargador. Exerceu cargos superiores administrativos em Vila Real (Corregedor e Juiz de Fora) e em Ponta Delgada, ilha de S. Miguel. 
Escreveu um Relatorio apresentado á junta geral do districto (Ponta Delgada) sobre a administração da mesma em 1 de dezembro de 1845; .
Era filho de Joaquim Manuel de Távora (Soares de Albergaria Freire) e irmão do 1º visconde de Monforte. Foi pai de Joaquim Manuel Coutinho de Albergaria Freire, Visconde de Albergaria.